# عويسبة
العويسبة أو ذبابة الزهور (الاسم العلمي:Eristalis) هي جنس من الحشرات تتبع فصيلة السرفات من رتبة ذوات الجناحين. تُعرف العديد من الأنواع باسم الذباب اليَعسُوبي (drone flies or droneflies) لأنها تشبه يعاسيب نحل العسل. تعتبر العويسبات أو الذباب اليَعسُوبي وأقاربها من الملقحات العامة الشائعة إلى حد ما، ويرقاتها مائية وتتنفس من خلال ملحق طويل يشبه المنشاق، ومن هنا جاء الاسم الشائع ليرقات ذيل الجرذ.

## أنواع العويسبة
العويسبة هي جنس كبير من حوالي 99 نوعًا، وينقسم إلى عدة تحت أجناس ومجموعات الأنواع
(العويسبات الذبابية Eristalomyia والعويسبات Eristalis والعويسبات الشرقية Eoseristalis وما إلى ذلك).
- عويسبة الهيمالايا
- عويسبة ألبية
- عويسبة ألنية
- عويسبة باسيفيكية
- عويسبة بوغوتية
- عويسبة تيبتية
- عويسبة ثلاثية الألوان
- عويسبة جاوية
- عويسبة حرونة
- عويسبة حزامية
- عويسبة خطية
- عويسبة داكنة
- عويسبة دخانية
- عويسبة رمادية
- عويسبة روسية
- عويسبة سميكة الساق
- عويسبة سوداء الرأس
- عويسبة شيخية
- عويسبة صحراوية
- عويسبة فارسية
- عويسبة فضية
- عويسبة مبرقشة
- عويسبة متقطعة
- عويسبة متناصفة[7]
- عويسبة مثقبة
- عويسبة محيرة
- عويسبة مستعرضة
- عويسبة مسرولة
- عويسبة مسعورة
- عويسبة مشعرة[7]
- عويسبة مصفرة
- عويسبة معنقدة
- عويسبة ملحة
- عويسبة مميزة الحواف
- عويسبة منحنية الساق
- عويسبة نحلية
- عويسبة هلالية
- عويسبة وبراء
- عويسبة يابانية